# Vanja Ilić (arhitektica)
Vanja Ilić (Zagreb, 20. travnja 1973.), hrvatska arhitektica.
Vanja Ilić, arhitektica. Diplomirala 1998. na Arhitektonskom fakultetu u Zagrebu. 2000 godine osniva arhitektonski studio s partnerima, a 2003 osniva vlastiti arhitektonski studio. Aktivno djeluje na arhitektonskoj sceni od 1998. godine, s nizom realizacija, izložbi i projekata iz područja arhitekture, javnog prostora i produk dizajna. Dobitnica prestižnih nagrada u Hrvatskoj i inozemstvu.

## Izbor nagrađenih projekata i realizacija
1998.	
- Studija socijalnog stanovanja za Hrvatsku, arhitektonski ( s Zorislavom Petrićem i Ivanom Ergić) 1. nagrada na natječaju.
- Uređenje interijera prodajnog prostora “Apart” tvrtke “Konfeks, Zagreb
- Interpolacija u Masarykovoj, (s Zorislavom Petrićem i Ivanom Ergić) 3. nagrada na natječaju.

1999.
- Nagrada “ 31. Zagrebačkog salona arhitekture”, za projekt socijalnog stanovanja višestambene zgrade  (s Zorislavom Petrićem i Ivanom Ergić)

- Trg kralja Tomisalva u Samoboru, Realizacija 2002. (s Zorislavom Petrićem, Vesnom Milutin i Ivanom Ergić) 1. nagrada na natječaju.

2000.  
- Knjiga standarda uređenja prodajnih prostora za “Hrvatski Telekom” 1. nagrada- arhitektonski natječaj (s Ivanom Ergić i Vesnom Milutin).

- Dizajn korporativnog namještaja prodajnih prostora za “Hrvatski Telekom” (s Ivanom Ergić i Vesnom Milutin).

2002. 
- Rekonstrukcija i uređenje interijera predavaonice A1 na Fakultetu političkih znanosti u Zagrebu (s Ivanom Ergić i Vesnom Milutin).

- Uređenje interijera poslovnog prostora tvrtke “Infokod” i dizajn korporativnog namještaja, Zagreb (s Ivanom Ergić i Vesnom Milutin).

- Projekt stambene zgrade Zagreb/Špansko za Ministarstvo za javne radove, obnovu i   graditeljstvo, poticana stanogradnja 2.nagrada- arhitektonski natječaj

(s Ivanom Ergić i Vesnom Milutin).
2003.	
- Pozivni arhitektonski natječaj za uređenje prodajnih mjesta tvrtke Eronet i dizajn korporativnog namještaja- 1.nagrada, realizacija 2004.

2003. – 2004. 
- Projekt i realizacija stambeno poslovne zgrade u Cresu za Ministastvo za javne radove obnovu i graditeljstvo RH-poticana stanogradnja arhitektonski natječaj,                         (s Ivanom Ergić i Vesnom Milutin) 1. nagrada.

2004.       
- Idejno rješenje pokretnih naprava za Grad zagreb-1. nagrada arhitektonski natječaj s Milanom Štrbcem.

- Dizajn postava međunarodne izložbe dizajna Zgraf 9 s Milanom Štrbcem

- Projekt uređenja izložbenog prostora tvrtke “Tehnomobil”, interprotex zagrebački velesajam 1.nagrada.

2005.   
- Godišnja nagrada Vladimir Nazor za Stambeno poslovnu zgradu POS, Cres ( s Ivanom Ergić i Vesnom Milutin).

- Godišnja nagrada ULUPUH-a za najbolju izložbu/autora za Zgraf 9.

- Priznanje Piranesi za Stambeno poslovnu zgradu POS, Cres, Piran.

- Nagrada silverplate Luigi Constenza arhitectural awards, za Stambeno poslovnu zgradu POS,  Cres.

- Nominacija UHA-e za godišniu nagradu “Viktor Kovačić“ za Stambeno poslovnu zgradu POS, Cres.

- Nominacija UHA-e za godišnju nagradu “Bernardo Bernardi“ za Zgraf 9

- Projekt školske športske dvorane u Španskom, natječaj 2.nagrada s Milanom Štrbcem.

- Projekt uređenja izložbenog prostora tvrtke “Tehnomobil”, interprotex zagrebački velesajam 1.nagrada.

- Projekt bazenskog kompleksa Svetice, natječaj 3. nagrada s Milanom Štrbcem

- Projekt Trga u Zaboku, natječaj otkup.

- Realizacije- serija interijera prodajnih mjesta Eronet-a interijer Teop, Zagreb